# Söğüt, Doğanşehir
Söğüt là một thị trấn thuộc huyện Doğanşehir, tỉnh Malatya, Thổ Nhĩ Kỳ. Dân số thời điểm năm 2011 là 2.396 người.